# Pogliano Milanese
Pogliano Milanese település Olaszországban, Lombardia régióban, Milánó megyében. Lakosainak száma 8400 fő (2023. január 1.). Pogliano Milanese Arluno, Nerviano, Rho, Lainate, Pregnana Milanese és Vanzago községekkel határos.

## Népesség
A település lakossága az elmúlt években az alábbi módon változott:
| Lakosok száma | 8318 | 8379 | 8406 | 8400 |
|               | 2013 | 2017 | 2018 | 2023 |